# Diskurs
Diskurs (latin: discursus, "springande till och från") betyder antingen "talad kommunikation eller debatt" eller "en formell diskussion eller debatt". Med begreppet diskurs avses oftast de skrivna och talade kommunikationerna kring ett särskilt ämne. Termen används bland annat inom lingvistiken där diskurser uppfattas som språkliga enheter uppbyggda av flera meningar, såsom konversationer, argument, tal eller skrifter. Inom samhällsvetenskapen – särskilt inom sociologin – används begreppet diskurs för att beskriva användandet av språk i ett socialt sammanhang.
En viktig förgrundsgestalt inom den samhällsvetenskapliga diskursanalysen är Michel Foucault som betraktade diskurser som "kunskaper" med oliker underförstådda antaganden. Enligt Foucault är kunskap och makt nära sammanbundna och kan betraktas som olika aspekter av samma fenomen. Andra inflytelserika inriktningar inom diskursanalysen är kritisk diskursanalys och diskurspsykologi. Andra centralfigurer inom diskursanalysen är Malcolm Coulthard, Norman Fairclough, Leo Spitzer, Ernesto Laclau och Chantal Mouffe.
Diskursanalys är en kvalitativ analysmetod som används för att analysera språkliga uttryck i olika former av socialt eller politiskt relevanta texter. Diskursanalyser kan genomföras på olika sätt inom olika akademiska områden som undersöker relationerna mellan språk och socialt liv, till exempel antropologi, sociologi, psykologi och genusvetenskap. Inom dessa fält är begreppet "diskurs" i sig självt ett begrepp som diskuteras.
Under 1900-talet, via den generativa grammatiken, strukturalismen, poststrukturalismen, dekonstruktionen och pragmatiken, har ordet fått en utvidgad betydelse. Detta beror på att de gemensamt ser språket som summan av de enheter, den struktur, som skapar, upprätthåller och utgör begreppsbildning och förståelse, och därför är den avgörande instansen för mänsklig samvaro, där diskursen är begreppsvärlden i dess specifika uttryck. Med denna utvidgade betydelse är det ett samlingsnamn för de infallsvinklar, begrepp, sätt att resonera, frågeställningar och så vidare som tillämpas inom ett visst område. Denna utvidgning från en specifik till en generell betydelse är närbesläktad med begreppet paradigm som under samma tid genomgick en likartad utveckling.
Diskursbrott innebär att en diskussion som tidigare varit mer eller mindre tabubelagd plötsligt går att formulera och diskutera, till exempel att avskaffa monarkin eller ha kvinnliga präster. Troligen kan man säga att ett diskursbrott även kan uppstå i ett äktenskap, inom en familj eller inom ett företag. Inom ämnet omvärldsbevakning är diskursbrott ett fundamentalt begrepp, då det ofta föregår en större förändring av förutsättningarna (risker och möjligheter) för ett företag.

## Diskursanalys inom språkvetenskapen
Diskurs (eng. discourse) inom språkvetenskapens olika delområden gäller såväl tal och skrift som multimodal kommunikation. Språket i arbete/verksamhet är i fokus med såväl aktörer inom ett språkområde, till exempel det svenska, som inom en global kontext .
För den språkvetenskapliga diskursanalysen är anknytningen till kontexten i fokus. Studier har gällt diskursen knuten till olika arbetsplatser, nationella och internationella företag , reklam liksom till muntlig och skriftlig interaktion i juridiska, medicinska,  tekniska, och ekonomiska kontexter.
Diskursen beskrivs som dynamisk, det vill säga den förändras över tid, beroende på sociala och samhälleliga förhållanden liksom av förändringar knutna till de aktörer, experter och lekmän, som inkluderas i interaktionen.
Inom den tillämpade språkvetenskapen har studier vidare gällt olika pedagogiska kontexter, knutna till skola, högskola och universitet. Den skriftliga diskursen inom olika vetenskapsområden har också varit föremål för flera studier.

## Diskursanalys inom samhällsvetenskapen
Inom samhällsvetenskapen används diskursanalys för att undersöka hur språkliga uttryck, texter och tal används för att skapa sociala och kulturella institutioner och föreställningar. Diskursanalys kan användas för att undersöka en rad olika sociala och politiska frågor, inklusive identitet, kön, rasism, och kulturella förändringar. Många diskursanalyser tillämpar ett så kallat kritiskt förhållningssätt, vilket innebär att vissa särskilt utpekade sociala och ekonomiska strukturer ifrågasätts, såsom kapitalism eller traditionella könsroller.
Inom samhällsvetenskapen används diskursanalys ofta för att studera politiska och sociala debatter. Genom att analysera hur olika aktörer använder språk för att representera sig själva och sina positioner i en debatt kan diskursanalys bidra till att förstå maktrelationer mellan olika röster. Diskursanalys kan också användas för att undersöka hur språkliga uttryck och kulturella normer påverkar hur människor förstår och hanterar sociala problem och frågor, och hur dessa normer kan förändras över tid.
Diskursanalys kan också användas för att undersöka hur identiteter konstrueras och förhandlas i samhället. I många studier är själva konstruktionsprocessen central, dvs. analysen gäller diskursens historiska utveckling. Genom att analysera hur språkliga uttryck och diskurser används för att konstruera och förändra identiteter kan diskursanalys bidra till att förstå hur sociala grupper och kategorier definieras och hur dessa defininitioner påverkar människors erfarenheter och möjligheter.